# Village gaulois de Liège
Le Village gaulois de Liège est un marché estival belge de trois semaines mettant à l'honneur les produits traditionnels français et wallons. Il se clôture aux environs du 14 juillet, fête nationale française.

## Historique
Le village gaulois a été créé pour la venue du Tour de France à Liège en 1995.
Depuis lors, le village gaulois est devenu un événement important dans le calendrier des festivités liégeoises  qui comporte entre autres le village de Noël, la foire d'octobre ou encore le 15 août en Outremeuse. 
La 30e édition se déroulera en 2025.

## Situation
Le village gaulois se situe dans le centre de la cité ardente au sein du quartier piétonnier. Il se tient sur la place Saint-Paul à l'ombre de la cathédrale éponyme et à côté de la place de la Cathédrale.

## Description
Ce marché estival a pour but de promouvoir les produits du terroir français. Mais les produits liégeois et wallons ne sont pas en reste. Vins, bières, cocktails, magrets, jambons, fromages et autres produits de bouche, le choix est difficile. 
Une cinquantaine de chalets accueillent le public qui peut aussi se restaurer ou déguster sur les terrasses du villages. Des pistes de pétanque sont présentes sur le site et un tournoi y est organisé. Plusieurs manifestations musicales et folkloriques sont organisées pendant les trois semaines que dure le village.